# Coelops frithii
Espèce
Statut de conservation UICN

 NT  : Quasi menacé
Coelops frithii est une espèce asiatique de chauves-souris de la famille des Hipposideridae.

## Répartition
Cette espèce est présente au Népal, en Inde, en Chine, au Bangladesh, en Birmanie, en Thaïlande, au Laos, au Cambodge, au Viêt Nam, en Malaisie et en Indonésie.

## Liste des sous-espèces
Selon Mammal Species of the World (version 3, 2005)  (23 septembre 2017) et ITIS (23 septembre 2017) :
- sous-espèce Coelops fraithii bernsteini Peters, 1862
- sous-espèce Coelops frithii formosanus Horikawa, 1928
- sous-espèce Coelops frithii frithii Blyth, 1848
- sous-espèce Coelops frithii inflatus Miller, 1928
- sous-espèce Coelops frithii sinicus Allen, 1928